# ماه كاريز
ماه كاريز (بالفارسية: ماه کاریز) هي قرية تقع في قسم سنغ بست الريفي في إيران. يقدر عدد سكانها بـ 111 نسمة بحسب إحصاء 2016.